# 2nd Chapter of Acts
I 2nd Chapter of Acts sono stati un gruppo statunitense di musica di ispirazione cristiana, originario della California e attivo dal 1973 al 1988.

## Formazione
- Annie Herring
- Nelly Greisen
- Matthew Ward

## Discografia

### Album studio
- 1974 - With Footnotes
- 1975 - In the Volume of the Book
- 1975 - To the Bride
- 1977 - How the West Was One
- 1978 - Mansion Builder
- 1980 - The Roar of Love
- 1981 - Rejoice
- 1983 - Singer Sower
- 1983 - Together Live
- 1985 - Night Light
- 1986 - Hymns
- 1987 - Far Away Places
- 1988 - Hymns II
- 1989 - Hymns Instrumental

### Raccolte
- 1981 - Encores
- 1992 - 20
- 2006 - Very Best of 2nd Chapter of Acts